# Milika Peterzon
Milika Angélique Peterzon-Gischler (Bennebroek, 12 maart 1962) is een voormalig Nederlands televisiepresentatrice.
Peterzon was tussen 1984 en medio 1986 te zien als omroepster bij de TROS. Op 28 augustus 1995 keerde ze terug op televisie bij SBS6, waar ze mede verantwoordelijk was voor de presentatie van het nieuwsprogramma Hart van Nederland. In april 2012 werd bekend dat SBS6 het nieuwsprogramma wilde vernieuwen, waardoor onder meer Milika Peterzon werd ontslagen. Ze presenteerde op 25 juli 2012 haar laatste uitzending.
Bij SBS6 presenteerde ze ook de programma's Shownieuws (late editie), het magazine Goedenavond Nederland (1999), Dieren Gered, In Actie voor Dieren en Het Nationale Verkeersexamen.
Verder heeft ze haar eigen reclamebureau en werkt ze als discussieleider, dagvoorzitter en presentator van evenementen voor diverse bedrijven.

## Privé
Peterzon had twaalf jaar lang een relatie met Jurgen Smit, voormalig presentator van tuinprogramma's bij zowel SBS als RTL. In 2016 ging het stel uit elkaar. Ze heeft een dochter uit een eerdere relatie en een kleinzoon.
In september 2014 werd Peterzon getroffen door een dubbele hersenbloeding. Na de hersenbloedingen kreeg ze hemianopsie en epilepsie.
Peterzon woonde in Hilversum, inmiddels in Loosdrecht.